# Konrad Winkler (narciarz)
Konrad Winkler (ur. 17 lutego 1955 w Neuhausen) – niemiecki kombinator norweski reprezentujący NRD, dwukrotny medalista olimpijski, trzykrotny medalista mistrzostw świata oraz dwukrotny medalista mistrzostw świata juniorów.

## Kariera
Pierwszy sukces w karierze osiągnął w 1974 roku, kiedy wywalczył indywidualnie złoty medali na mistrzostwach świata juniorów w Autrans. Rok później w tej samej kategorii wiekowej zdobył srebrny medal, ustępując tylko Tomowi Sandbergowi z Norwegii. Już w 1976 roku wziął udział w igrzyskach olimpijskich w Innsbrucku, gdzie sięgnął po brązowy medal. Po skokach zajmował czwarte miejsce, jednak w biegu zdołał zyskać jedną pozycję i wskoczyć na podium. Wyprzedzili go tylko jego rodak Ulrich Wehling oraz reprezentant RFN Urban Hettich.
W 1978 roku wystartował na mistrzostwach świata w Lahti, gdzie wywalczył złoty medal. Po konkursie skoków był drugi, ponownie jednak dobra postawa w biegu pozwoliła mu na awans. Na podium wyprzedził Rauno Miettinena z Finlandii oraz Ulricha Wehlinga. Kolejny sukces osiągnął na igrzyskach olimpijskich w Lake Placid w 1980 roku, gdzie ponownie był trzeci. Tym razem przed nim znaleźli się Wehling oraz Jouko Karjalainen z Finlandii. Ostatnią dużą imprezą w jego karierze były mistrzostwa świata w Oslo w 1982 roku. W zawodach indywidualnych był drugi, przegrywając walkę o złoty medal z Sandbergiem o zaledwie 0,040 pkt, a swego rodaka Uwe Dotzauera, który zajął trzecie miejsce wyprzedził o 0.105 pkt. Na tych samych mistrzostwach wspólnie z Gunterem Schmiederem i Uwe Dotzauerem zdobył złoty medal w sztafecie.
Ponadto Winkler był dwukrotnie mistrzem NRD w 1980 i 1982 roku oraz pięciokrotnie wicemistrzem, w latach: 1975, 1976, 1977, 1978 i 1979.

## Osiągnięcia

### Igrzyska olimpijskie
| Miejsce | Dzień     | Rok  | Miejscowość | Konkurencja              | Wynik zwycięzcy | Strata     | Zwycięzca      |
| ------- | --------- | ---- | ----------- | ------------------------ | --------------- | ---------- | -------------- |
| 3.      | 9 lutego  | 1976 | Innsbruck   | Indywidualnie K-90/15 km | 423.39 pkt      | -5.92 pkt  | Ulrich Wehling |
| 3.      | 19 lutego | 1980 | Lake Placid | Indywidualnie K-90/15 km | 432.200 pkt     | -6.880 pkt | Ulrich Wehling |

### Mistrzostwa świata
| Miejsce | Dzień     | Rok  | Miejscowość | Konkurencja              | Wynik zwycięzcy | Strata     | Zwycięzca    |
| ------- | --------- | ---- | ----------- | ------------------------ | --------------- | ---------- | ------------ |
| 1.      | 20 lutego | 1978 | Lahti       | Indywidualnie K-90/15 km | 435.24 pkt      | -          | -            |
| 2.      | 19 lutego | 1982 | Oslo        | Indywidualnie K-90/15 km | 426.600 pkt     | -0.040 pkt | Tom Sandberg |
| 1.      | 26 lutego | 1982 | Oslo        | Sztafeta K-90/3 × 10 km  | 1295.92 pkt     | -          | -            |

### Mistrzostwa świata juniorów
| Miejsce | Dzień     | Rok  | Miejscowość | Konkurencja              | Wynik zwycięzcy | Strata | Zwycięzca    |
| ------- | --------- | ---- | ----------- | ------------------------ | --------------- | ------ | ------------ |
| 1.      | 1 marca   | 1974 | Autrans     | Indywidualnie K-90/15 km | ?               | -      | -            |
| 2.      | 22 lutego | 1975 | Lieto       | Indywidualnie K-90/15 km | ?               | ?      | Tom Sandberg |